# Juan de la Cosa (navire)
Le Juan de la Cosa est un navire-hôpital espagnol entré en service en 2006.
Il est exploité par l’Instituto Social de la Marina (es) (ISM) et appartient à l'administration de la sécurité sociale qui dépend du Ministère de l'Inclusion, de la Sécurité sociale et des Migrations.

## Contexte
À partir des années 1980, l’Espagne se dote de navires destinés à l’assistance médicale de sa flotte de pêche. Opérant en Atlantique, les navires successifs s’avèrent insuffisants pour couvrir des zones aussi vastes. En 2001, l’Instituto Social de la Marina (es) (ISM) reçoit la livraison d’un nouveau navire l’Esperanza del Mar, puis en 2005, passe commande du futur Juan de la Cosa, livré en 2006. Ces deux navires sont spécialement conçus comme des navires hôpitaux d’assistance en haute mer.

## Missions et zone d'action
Basé à Santander, le Juan de la Cosa patrouille 290 jours par an pour apporter une assistance médicale aux pêcheurs professionnels. Il opère principalement en Atlantique nord entre les latitudes 30° et 50° Nord et les longitudes 3° à 45° Ouest. L’Esperanza del Mar de son côté est responsable de la zone des iles Canaries et de la bande saharienne.  Cependant, cette séparation n’est pas stricte et varie en fonction des besoins .
Le navire garantit l’accès aux soins pour les pêcheurs, mais aussi l’assistance médicale d’urgence pour une profession loin de toute infrastructure et exerçant un métier particulièrement accidentogène. Outre cette mission centrale, le navire est habilité à ravitailler en carburant, dépanner et remorquer les bateaux de pêche. Cette aide n’est pas exclusive et il peut aussi apporter son soutien à des navires de commerce ou de plaisance, nationaux ou étrangers.
Il dispose aussi d’un laboratoire permettant la réalisation de recherches océanographiques, hydrographiques ou halieutiques.

## Capacités médicales
L’hôpital occupe un pont entier du navire avec un accès direct à la zone d’atterrissage pour les hélicoptères. À l’instar des structures terrestres, il dispose de l’ensemble des équipements de base d’un hôpital avec entre autres une salle de soin, un bloc opératoire, un laboratoire d’analyses médicales, une salle de soins intensifs, une salle de radiographie et une pharmacie. À cela s’ajoute des cabines et une salle de repos dédiée aux malades. L’équipe médicale est composée de deux médecins, un infirmier et un aide-soignant,.
La capacité d’accueil de l’hôpital embarqué est de 20 personnes en simultané. Le navire dispose au total de cabines pour accueillir si nécessaire 48 personnes, équipage compris.